# 比勒斯博恩
比勒斯博恩是德国莱茵兰-普法尔茨州的一个市镇。总面积20.88平方公里，总人口1154人，其中男性567人，女性587人（2011年12月31日），人口密度55人/平方公里。